# Baltis
Os baltis constituem um grupo étnico tibeto-birmanês que vivem na região de Gilgit-Baltistão do Paquistão e no distrito de Kargil (Ladaque, Índia).[carece de fontes?]
A língua balti pertence à família da língua tibetana e há autores que a consideram um sub-dialeto do ladaque.